# Daniela Pejšová
Daniela Pejšová, född 2002 i Teplice i Tjeckien, är en tjeckisk ishockeyspelare som spelar för Luleå HF/MSSK i Svenska damhockeyligan. Pejšovás moderklubb är HC Roudnice nad Labem och med dem spelade hon i tjeckiska andra och tredjeligan redan som 10-åring. 2018 skrev hon kontrakt med Modo Hockey och blev kvar där i två säsonger innan Luleå värvade henne. Våren 2023 blev hon svensk mästare med Luleå. Pejšová har spelat 70 landskamper (varav 5 i OS och 15 i VM) för det tjeckiska damlandslaget före 21 år ålder.